# Puchar Świata w biegach narciarskich 1999/2000
Sezon 1999/2000 Pucharu Świata w biegach narciarskich rozpoczął się 27 listopada 1999 w szwedzkim mieście Kiruna. Ostatnie zawody z tego cyklu rozegrano 19 marca 2000 we włoskim Bormio.
Puchar Świata rozegrany został w 10 krajach i 17 miastach. Najwięcej zawodów zorganizowali Szwedzi, którzy 5 razy gościli najlepszych biegaczy narciarskich świata.
Obrońcą Pucharu Świata wśród mężczyzn był Norweg Bjorn Dahlie, a wśród kobiet Norweżka Bente Martinsen.
W tym sezonie w pucharze świata triumfowała ponownie Bente Martinsen wśród kobiet oraz Hiszpan Johann Mühlegg wśród mężczyzn.

## Kalendarz i wyniki

### Mężczyźni
| Lp. | Data              | Miejscowość            | Dystans                           | 1. miejsce                                                                       | 2. miejsce                                                                       | 3. miejsce                                                                       |
| --- | ----------------- | ---------------------- | --------------------------------- | -------------------------------------------------------------------------------- | -------------------------------------------------------------------------------- | -------------------------------------------------------------------------------- |
| 1.  | 27 listopada 1999 | Kiruna                 | 10 km s. klasyczny                | Odd-Bjørn Hjelmeset                                                              | Thomas Alsgaard                                                                  | Ivan Bátory                                                                      |
| 2.  | 28 listopada 1999 | Kiruna                 | Sztafeta 4 × 10 km                | Włochy Fulvio Valbusa · Maurizio Pozzi · Fabio Maj · Silvio Fauner               | Norwegia Espen Bjervig · Kristen Skjeldal · Thomas Alsgaard · Tor Arne Hetland   | Austria Alexander Marent · Michaił Botwinow · Achim Walcher · Gerhard Urain      |
| 3.  | 10 grudnia 1999   | Sappada                | 15 km s. dowolny                  | Johann Mühlegg                                                                   | Stephan Kunz                                                                     | Christian Hoffmann                                                               |
| 4.  | 11 grudnia 1999   | Sappada                | 10 km s. dowolny (start masowy)   | Thomas Alsgaard                                                                  | Espen Bjervig                                                                    | Stephan Kunz                                                                     |
| 5.  | 18 grudnia 1999   | Davos                  | 30 km s. klasyczny                | Frode Estil                                                                      | Espen Bjervig                                                                    | Niklas Jonsson                                                                   |
| 6.  | 19 grudnia 1999   | Davos                  | Sztafeta 4 × 10 km                | Norwegia Odd-Bjørn Hjelmeset · Erling Jevne · Espen Bjervig · Frode Estil        | Szwecja Håkan Nordbäck · Niklas Jonsson · Mathias Fredriksson · Urban Lindgren   | Finlandia Janne Immonen · Mika Myllylä · Harri Kirvesniemi · Jari Isometsä       |
| 7.  | 27 grudnia 1999   | Engelberg              | Sprint s. klasyczny               | Fabio Maj                                                                        | Espen Bjervig                                                                    | Odd-Bjørn Hjelmeset                                                              |
| 8.  | 28 grudnia 1999   | Garmisch-Partenkirchen | Sprint s. klasyczny               | Peter Schlickenrieder                                                            | Håvard Solbakken                                                                 | Martin Koukal                                                                    |
| 9.  | 29 grudnia 1999   | Kitzbühel              | Sprint s. dowolny                 | Morten Brørs                                                                     | Håvard Solbakken                                                                 | Håvard Bjerkeli                                                                  |
| 10. | 9 stycznia 2000   | Moskwa                 | 30 km s. dowolny                  | Johann Mühlegg                                                                   | Thomas Alsgaard                                                                  | Stephan Kunz                                                                     |
| 11. | 12 stycznia 2000  | Nové Město             | 15 km s. klasyczny                | Thomas Alsgaard                                                                  | Johann Mühlegg                                                                   | Harri Kirvesniemi                                                                |
| 12. | 13 stycznia 2000  | Nové Město             | Sztafeta 4 × 10 km                | Norwegia Odd-Bjørn Hjelmeset · Erling Jevne · Kristen Skjeldal · Thomas Alsgaard | Austria Alexander Marent · Michaił Botwinow · Achim Walcher · Christian Hoffmann | Rosja Witalij Dienisow · Michaił Iwanow · Władimir Wilisow · Aleksiej Prokurorow |
| 13. | 2 lutego 2000     | Trondheim              | 10 km s. dowolny                  | Mika Myllylä                                                                     | Per Elofsson                                                                     | Pietro Piller Cottrer                                                            |
| 14. | 5 lutego 2000     | Lillehammer            | 2 × 10 km łączony                 | Jari Isometsä                                                                    | Johann Mühlegg                                                                   | Michaił Botwinow                                                                 |
| 15. | 16 lutego 2000    | Ulrichen               | 10 km s. dowolny                  | Jari Isometsä                                                                    | Per Elofsson                                                                     | René Sommerfeldt                                                                 |
| 16. | 20 lutego 2000    | Lamoura Mouthe         | 72 km s. dowolny (start masowy)   | Johann Mühlegg                                                                   | Per Elofsson                                                                     | Juan Jesús Gutiérrez                                                             |
| 17. | 26 lutego 2000    | Falun                  | 15 km s. dowolny                  | Odd-Bjørn Hjelmeset                                                              | Jari Isometsä                                                                    | Pietro Piller Cottrer                                                            |
| 18. | 27 lutego 2000    | Falun                  | Sztafeta 4 × 10 km                | Włochy Fulvio Valbusa · Fabio Maj · Pietro Piller Cottrer · Cristian Zorzi       | Rosja Witalij Dienisow · Nikołaj Bolszakow · Michaił Iwanow · Władimir Wilisow   | Austria Gerhard Urain · Michaił Botwinow · Achim Walcher · Christian Hoffmann    |
| 19. | 28 lutego 2000    | Sztokholm              | Sprint s. klasyczny               | Johann Mühlegg                                                                   | Tore Bjonviken                                                                   | Håvard Solbakken                                                                 |
| 20. | 3 marca 2000      | Lahti                  | Sprint s. dowolny                 | Cristian Zorzi                                                                   | Morten Brørs                                                                     | Silvio Fauner                                                                    |
| 21. | 4 marca 2000      | Lahti                  | Sztafeta 4 × 10 km                | Austria Gerhard Urain · Michaił Botwinow · Achim Walcher · Christian Hoffmann    | Finlandia Janne Immonen · Harri Kirvesniemi · Teemu Kattilakoski · Sami Repo     | Rosja Witalij Dienisow · Michaił Iwanow · Nikołaj Bolszakow · Władimir Wilisow   |
| 22. | 5 marca 2000      | Lahti                  | 30 km s. klasyczny (start masowy) | Michaił Iwanow                                                                   | Fabio Maj                                                                        | Władimir Wilisow                                                                 |
| 23. | 8 marca 2000      | Oslo                   | Sprint s. klasyczny               | Odd-Bjørn Hjelmeset                                                              | Jens Arne Svartedal                                                              | Trond Iversen                                                                    |
| 24. | 11 marca 2000     | Oslo                   | 50 km s. klasyczny                | Harri Kirvesniemi                                                                | Michaił Iwanow                                                                   | Michaił Botwinow                                                                 |
| 25. | 17 marca 2000     | Bormio                 | 10 km s. klasyczny                | Erling Jevne                                                                     | Odd-Bjørn Hjelmeset                                                              | Frode Estil                                                                      |
| 26. | 19 marca 2000     | Bormio                 | 15 km s. dowolny                  | Jari Isometsä                                                                    | Johann Mühlegg                                                                   | Per Elofsson                                                                     |

### Kobiety
| Lp. | Data              | Miejscowość            | Dystans                           | 1. miejsce                                                                      | 2. miejsce                                                                         | 3. miejsce                                                                           |
| --- | ----------------- | ---------------------- | --------------------------------- | ------------------------------------------------------------------------------- | ---------------------------------------------------------------------------------- | ------------------------------------------------------------------------------------ |
| 1.  | 27 listopada 1999 | Kiruna                 | 5 km s. klasyczny                 | Bente Martinsen                                                                 | Anita Moen                                                                         | Kristina Šmigun                                                                      |
| 2.  | 28 listopada 1999 | Kiruna                 | Sztafeta 4 × 5 km                 | Rosja I Lubow Jegorowa · Irina Składniewa · Anfisa Riezcowa · Julija Czepałowa  | Rosja II Swietłana Nagiejkina · Olga Daniłowa · Łarisa Łazutina · Nina Gawriluk    | Norwegia Bente Martinsen · Elin Nilsen · Hilde G. Pedersen · Anita Moen              |
| 3.  | 10 grudnia 1999   | Sappada                | 10 km s. dowolny                  | Kristina Šmigun                                                                 | Łarisa Łazutina                                                                    | Julija Czepałowa                                                                     |
| 4.  | 12 grudnia 1999   | Sappada                | 7,5 km s. dowolny                 | Łarisa Łazutina                                                                 | Nina Gawriluk                                                                      | Olga Daniłowa                                                                        |
| 5.  | 18 grudnia 1999   | Davos                  | 15 km s. klasyczny                | Olga Daniłowa                                                                   | Łarisa Łazutina                                                                    | Bente Martinsen                                                                      |
| 6.  | 19 grudnia 1999   | Davos                  | Sztafeta 4 × 5 km                 | Rosja II Swietłana Nagiejkina · Nina Gawriluk · Łarisa Łazutina · Olga Daniłowa | Norwegia I Anita Moen · Hilde Glomsås · Elin Nilsen · Bente Martinsen              | Norwegia II Tina Bay · Marit Roaldseth · Maj Helen Sorkmo · Rønnaug Schei            |
| 7.  | 27 grudnia 1999   | Engelberg              | Sprint s. klasyczny               | Nina Gawriluk                                                                   | Anita Moen                                                                         | Swietłana Nagiejkina                                                                 |
| 8.  | 28 grudnia 1999   | Garmisch-Partenkirchen | Sprint s. klasyczny               | Kristina Šmigun                                                                 | Bente Martinsen                                                                    | Kateřina Neumannová                                                                  |
| 9.  | 29 grudnia 1999   | Kitzbühel              | Sprint s. dowolny                 | Bente Martinsen                                                                 | Maj Helen Sorkmo                                                                   | Anita Moen                                                                           |
| 10. | 9 stycznia 2000   | Moskwa                 | 15 km s. dowolny                  | Kaisa Varis                                                                     | Kristina Šmigun                                                                    | Nina Gawriluk                                                                        |
| 11. | 12 stycznia 2000  | Nové Město             | 10 km s. klasyczny                | Łarisa Łazutina                                                                 | Kristina Šmigun                                                                    | Bente Martinsen                                                                      |
| 12. | 13 stycznia 2000  | Nové Město             | Sztafeta 4 × 5 km                 | Rosja I Olga Daniłowa · Swietłana Nagiejkina · Lubow Jegorowa · Łarisa Łazutina | Rosja II Olga Zawjałowa · Nina Gawriluk · Irina Składniewa · Julija Czepałowa      | Norwegia I Anita Moen · Bente Martinsen · Elin Nilsen · Maj Helen Sorkmo             |
| 13. | 2 lutego 2000     | Trondheim              | 5 km s. dowolny                   | Stefania Belmondo                                                               | Nina Gawriluk                                                                      | Julija Czepałowa                                                                     |
| 14. | 5 lutego 2000     | Lillehammer            | 2 × 5 km łączony                  | Łarisa Łazutina                                                                 | Olga Daniłowa                                                                      | Swietłana Nagiejkina                                                                 |
| 15. | 16 lutego 2000    | Ulrichen               | 5 km s. dowolny                   | Kristina Šmigun                                                                 | Stefania Belmondo                                                                  | Sabina Valbusa                                                                       |
| 16. | 20 lutego 2000    | Lamoura Mouthe         | 44 km s. dowolny (start masowy)   | Stefania Belmondo                                                               | Kristina Šmigun                                                                    | Łarisa Łazutina                                                                      |
| 17. | 26 lutego 2000    | Falun                  | 10 km s. dowolny                  | Julija Czepałowa                                                                | Stefania Belmondo                                                                  | Łarisa Łazutina                                                                      |
| 18. | 27 lutego 2000    | Falun                  | Sztafeta 4 × 5 km                 | Rosja I Olga Daniłowa · Olga Zawjałowa · Łarisa Łazutina · Julija Czepałowa     | Rosja II Lubow Jegorowa · Swietłana Nagiejkina · Irina Składniewa · Nina Gawriluk  | Włochy Gabriella Paruzzi · Sabina Valbusa · Antonella Confortola · Stefania Belmondo |
| 19. | 28 lutego 2000    | Sztokholm              | Sprint s. klasyczny               | Bente Martinsen                                                                 | Pirjo Manninen                                                                     | Kati Venäläinen                                                                      |
| 20. | 3 marca 2000      | Lahti                  | Sprint s. dowolny                 | Kristina Šmigun                                                                 | Bente Martinsen                                                                    | Kaisa Varis                                                                          |
| 21. | 4 marca 2000      | Lahti                  | Sztafeta 4 × 5 km                 | Rosja I Olga Daniłowa · Nina Gawriluk · Olga Zawjałowa · Julija Czepałowa       | Rosja II Lubow Jegorowa · Marina Łajska · Jekatierina Sczastliwa · Łarisa Łazutina | Włochy Saskia Santer · Gabriella Paruzzi · Antonella Confortola · Sabina Valbusa     |
| 22. | 5 marca 2000      | Lahti                  | 15 km s. klasyczny (start masowy) | Łarisa Łazutina                                                                 | Bente Martinsen                                                                    | Anita Moen                                                                           |
| 23. | 8 marca 2000      | Oslo                   | Sprint s. klasyczny               | Bente Martinsen                                                                 | Pirjo Manninen                                                                     | Anita Moen                                                                           |
| 24. | 11 marca 2000     | Oslo                   | 30 km s. klasyczny                | Olga Daniłowa                                                                   | Łarisa Łazutina                                                                    | Kaisa Varis                                                                          |
| 25. | 17 marca 2000     | Bormio                 | 5 km s. klasyczny                 | Bente Martinsen                                                                 | Olga Daniłowa                                                                      | Kaisa Varis                                                                          |
| 26. | 19 marca 2000     | Bormio                 | 10 km s. dowolny                  | Julija Czepałowa                                                                | Stefania Belmondo                                                                  | Kaisa Varis                                                                          |

## Klasyfikacje

### Mężczyźni
| Lp. | Zawodnik            | Punkty |
| 1.  | Johann Mühlegg      | 948    |
| 2.  | Jari Isometsä       | 708    |
| 3.  | Odd-Bjørn Hjelmeset | 586    |
| 4.  | Per Elofsson        | 536    |
| 5.  | Thomas Alsgaard     | 461    |
| 6.  | Fabio Maj           | 401    |
| 7.  | Stephan Kunz        | 378    |
| 8.  | Espen Bjervig       | 371    |
| 9.  | Michaił Botwinow    | 362    |
| 10. | Cristian Zorzi      | 359    |

| Lp. | Zawodnik            | Punkty |
| 1.  | Morten Brørs        | 349    |
| 2.  | Odd-Bjørn Hjelmeset | 268    |
| 3.  | Håvard Solbakken    | 239    |
| 4.  | Tor Arne Hetland    | 193    |
| 5.  | Cristian Zorzi      | 160    |
| 6.  | Håvard Bjerkeli     | 159    |
| 7.  | Mathias Fredriksson | 152    |
| 8.  | Silvio Fauner       | 140    |
| =.  | Fabio Maj           | 140    |
| =.  | Espen Bjervig       | 140    |

| Lp. | Zawodnik            | Punkty |
| 1.  | Jari Isometsä       | 596    |
| 2.  | Johann Mühlegg      | 592    |
| 3.  | Per Elofsson        | 350    |
| 4.  | Thomas Alsgaard     | 336    |
| 5.  | Odd-Bjørn Hjelmeset | 245    |
| 6.  | Stephan Kunz        | 231    |
| 7.  | Christian Hoffmann  | 205    |
| 8.  | Cristian Zorzi      | 199    |
| 9.  | Janne Immonen       | 197    |
| 10. | Erling Jevne        | 194    |

| Lp. | Zawodnik          | Punkty |
| 1.  | Johann Mühlegg    | 315    |
| 2.  | Michaił Iwanow    | 198    |
| 3.  | Michaił Botwinow  | 183    |
| 4.  | Per Elofsson      | 170    |
| 5.  | Harri Kirvesniemi | 160    |
| 6.  | Frode Estil       | 141    |
| 7.  | Fabio Maj         | 130    |
| 8.  | Thomas Alsgaard   | 125    |
| =.  | Władimir Wilisow  | 125    |
| 10. | Niklas Jonsson    | 105    |

### Kobiety
| Lp. | Zawodniczka          | Punkty |
| 1.  | Bente Martinsen      | 1176   |
| 2.  | Kristina Šmigun      | 1165   |
| 3.  | Łarisa Łazutina      | 1008   |
| 4.  | Olga Daniłowa        | 880    |
| 5.  | Nina Gawriluk        | 857    |
| 6.  | Stefania Belmondo    | 820    |
| 7.  | Julija Czepałowa     | 712    |
| 8.  | Kaisa Varis          | 680    |
| 9.  | Anita Moen           | 665    |
| 10. | Swietłana Nagiejkina | 548    |

| Lp. | Zawodniczka       | Punkty |
| 1.  | Bente Martinsen   | 505    |
| 2.  | Anita Moen        | 300    |
| 3.  | Kristina Šmigun   | 298    |
| 4.  | Nina Gawriluk     | 205    |
| 5.  | Maj Helen Sorkmo  | 192    |
| 6.  | Pirjo Manninen    | 186    |
| 7.  | Olga Daniłowa     | 138    |
| 7.  | Hilde G. Pedersen | 138    |
| 9.  | Beckie Scott      | 130    |
| 10. | Marit Roaldseth   | 123    |

| Lp. | Zawodniczka          | Punkty |
| 1.  | Kristina Šmigun      | 601    |
| 2.  | Stefania Belmondo    | 585    |
| 3.  | Łarisa Łazutina      | 553    |
| 4.  | Julija Czepałowa     | 511    |
| 5.  | Olga Daniłowa        | 486    |
| 6.  | Bente Martinsen      | 455    |
| 7.  | Nina Gawriluk        | 439    |
| 8.  | Kaisa Varis          | 379    |
| 9.  | Swietłana Nagiejkina | b.d.   |
| 10. | Anita Moen           | 225    |

| Lp. | Zawodniczka          | Punkty |
| 1.  | Łarisa Łazutina      | 485    |
| 2.  | Kristina Šmigun      | 410    |
| 3.  | Olga Daniłowa        | 292    |
| 4.  | Kaisa Varis          | 276    |
| 5.  | Bente Martinsen      | 263    |
| 6.  | Nina Gawriluk        | 248    |
| 7.  | Stefania Belmondo    | 230    |
| 8.  | Swietłana Nagiejkina | b.d.   |
| 9.  | Olga Zawiałowa       | 196    |
| 10. | Anita Moen           | 190    |

## Wyniki Polaków

### Kobiety
| Zawodniczka   | Kiruna 27.11 | Sappada 10.12 | Sappada 11.12 | Davos 18.12 | Davos 19.12 | Engelberg 27.12 | Garmisch-Partenkirchen 28.12 | Kitzbühel 29.12 | Moskwa 9.01 | Nové Město 12.01 | Trondheim 2.02 | Lillehammer 5.02 | Ulrichen 16.02 | Lamoura Mouthe 20.02 | Falun 26.02 | Sztokholm 28.02 | Lahti 3.03 | Lahti 5.03 | Oslo 8.03 | Oslo 11.02 | Bormio 17.02 | Bormio 19.02 |
| ------------- | ------------ | ------------- | ------------- | ----------- | ----------- | --------------- | ---------------------------- | --------------- | ----------- | ---------------- | -------------- | ---------------- | -------------- | -------------------- | ----------- | --------------- | ---------- | ---------- | --------- | ---------- | ------------ | ------------ |
| Dorota Kwaśny | -            | 43            | -             | 52          | -           | -               | -                            | -               | -           | 46               | -              | -                | -              | -                    | 37          | 58              | 50         | 54         | -         | -          | -            | -            |

### Mężczyźni
| Zawodnik        | Kiruna 27.11 | Sappada 10.12 | Sappada 11.12 | Davos 18.12 | Davos 19.12 | Engelberg 27.12 | Garmisch-Partenkirchen 28.12 | Kitzbühel 29.12 | Moskwa 9.01 | Nové Město 12.01 | Trondheim 2.02 | Lillehammer 5.02 | Ulrichen 16.02 | Lamoura Mouthe 20.02 | Falun 26.02 | Sztokholm 28.02 | Lahti 3.03 | Lahti 5.03 | Oslo 8.03 | Oslo 11.02 | Bormio 17.02 | Bormio 19.02 |
| --------------- | ------------ | ------------- | ------------- | ----------- | ----------- | --------------- | ---------------------------- | --------------- | ----------- | ---------------- | -------------- | ---------------- | -------------- | -------------------- | ----------- | --------------- | ---------- | ---------- | --------- | ---------- | ------------ | ------------ |
| Janusz Krężelok | -            | 66            | -             | 71          | -           | -               | -                            | -               | -           | 57               | -              | -                | -              | -                    | 77          | 56              | 55         | 79         | -         | -          | -            | -            |